# Middlebury (Vermont)
Pour les articles homonymes, voir Middlebury.
Middlebury est une ville américaine située dans l'ouest de l'État du Vermont. Siège (officiellement shire town) du comté d'Addison, elle compte 8 496 habitants lors du recensement des États-Unis de 2010.

## Histoire

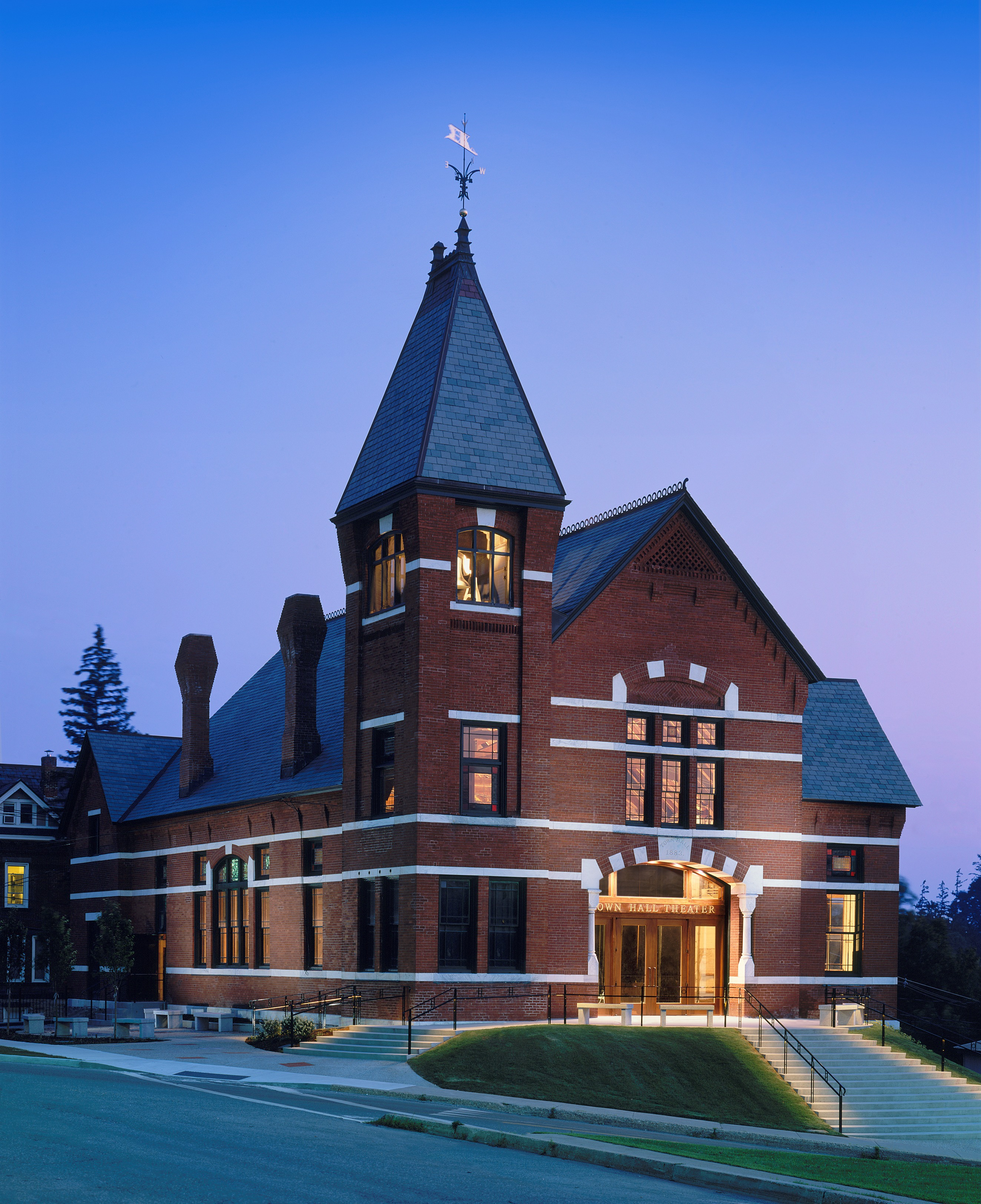
Town Hall Theater.

La ville est fondée le 2 novembre 1761 sur Otter Creek, après autorisation du gouverneur colonial Benning Wentworth.

## Économie
La ville est connue pour son université, le Middlebury College, ainsi que pour sa conférence d'écrivains (à Bread Loaf) et ses écoles de langues qui prennent place annuellement.
The Middlebury Inn, un hôtel installé dans un bâtiment construit en 1827 et servant d'abord de pub, est membre des Historic Hotels of America depuis 1991.

## Source
- (en) Cet article est partiellement ou en totalité issu de l’article de Wikipédia en anglais intitulé « Middlebury, Vermont » (voir la liste des auteurs).